# Adio, domnule Chips (film din 1969)
Adio, domnule Chips (în engleză Goodbye, Mr. Chips) este un film muzical american din 1969 regizat de Herbert Ross. Scenariul lui Terence Rattigan⁠(d) este inspirat din romanul Adio, domnule Chips! (1934) al lui James Hilton, care a fost ecranizat pentru prima dată în 1939.

## Distribuție
- Peter O'Toole — Arthur Chipping, MA⁠(d) (Oxon), profesor de latină
- Petula Clark — Katherine Bridges
- Michael Redgrave — directorul Brookfield, MA⁠(d) (Oxon)
- Siân Phillips⁠(d) — Ursula Mossbank
- Michael Bryant⁠(d) — Max Staefel, MA⁠(d) (Oxon), profesor de germană
- George Baker — lordul Sutterwick
- Alison Leggatt⁠(d) — soția directorului
- Clinton Greyn⁠(d) — Bill Calbury
- Michael Culver⁠(d) — Johnny Longbridge
- Jack Hedley⁠(d) — William Baxter
- Cornelia Frances⁠(d) — „Dyke”

## Recepție

### Aprecieri critice
În cea mai mare parte, recenziile au fost călduroase, deși atât O'Toole, cât și Clark au fost lăudați pentru interpretările lor și pentru chimia evidentă dintre ei. Potrivit revistei Seventeen, „Rareori un cuplu de interpreți a fost atât de minunat în ton ca Peter O'Toole și Petula Clark”.
Pe site-ul Rotten Tomatoes, filmul are un rating de aprobare de 100% pe baza a 5 recenzii critice.

### Premii
| Premiu                                             | Categorie                                                        | Nominalizat(i)                                                                     | Rezultat     |
| -------------------------------------------------- | ---------------------------------------------------------------- | ---------------------------------------------------------------------------------- | ------------ |
| Premiile Oscar                                     | Cel mai bun actor                                                | Peter O'Toole                                                                      | Nominalizare |
| Premiile Oscar                                     | Cea mai bună coloană sonoră a unui film – originală sau adaptată | Versuri Muzică și versuri de Leslie Bricusse⁠(d) Adaptare muzicală de John Williams | Nominalizare |
| Premiile David di Donatello                        | Cel mai bun actor străin                                         | Peter O'Toole                                                                      | Câștigat     |
| Festivalul de Film Giffoni                         | Grifonul auriu                                                   | Herbert Ross                                                                       | Câștigat     |
| Premiile Globul de Aur                             | Cel mai bun actor într-un film – muzical sau comedie             | Peter O'Toole                                                                      | Câștigat     |
| Premiile Globul de Aur                             | Cea mai bună actriță într-un rol secundar – film                 | Siân Phillips⁠(d)                                                                   | Nominalizare |
| Premiile Globul de Aur                             | Cea mai bună muzică originală – film                             | Leslie Bricusse                                                                    | Nominalizare |
| Premiile National Board of Review                  | National Board of Review: Top Ten Films                          | National Board of Review: Top Ten Films                                            | locul 4      |
| Premiile National Board of Review                  | Cel mai bun actor                                                | Peter O'Toole                                                                      | Câștigat     |
| Premiile Societății Naționale a Criticilor de Film | Cel mai bun actor                                                | Peter O'Toole                                                                      | locul 2      |
| Premiile Societății Naționale a Criticilor de Film | Cea mai bună actriță într-un rol secundar                        | Siân Phillips                                                                      | Câștigat     |

- De remarcat, Peter O'Toole și Siân Phillips⁠(d), care erau căsătoriți de ani de zile la momentul filmului, au avut mai multe nominalizări pentru interpretările lor.